# Ceratiocaris
Ceratiocaris is een geslacht van uitgestorven kreeftachtigen uit de klasse van de Malacostraca (hogere kreeftachtigen). Fossielen worden gevonden in mariene lagen van het Laat-Ordovicium tot het uitsterven van het geslacht tijdens het Siluur. Ze worden gekenmerkt door acht korte thoracale segmenten, zeven langere abdominale somieten en een langwerpige pretelson-somiet. Hun schild is enigszins ovaal van vorm; ze hebben veel richels parallel aan de ventrale rand en hebben een hoorn aan het voorste uiteinde. Ze zijn bekend uit de Eramosa-formatie uit het Siluur van Ontario, Canada.

## Soorten
- Ceratiocaris acuminata Hall, 1859 †
- Ceratiocaris bohemica Barrande, 1872 †
- Ceratiocaris maccoyanus Hall, 1859 †
- Ceratiocaris macroura Collette & Rudkin, 2010 †
- Ceratiocaris papilio Salter in Murchison, 1859 †
- Ceratiocaris praecedens Clarke, 1901 †
- Ceratiocaris pusilla Matthew, 1889 †
- Ceratiocaris silicula (Bassler, 1919) †
- Ceratiocaris solenoides M'Coy, 1849 †
- Ceratiocaris telleri (Whitfield, 1896) †